# Naše vatrene godine
Naše vatrene godine je hrvatski dokumentarni film.
Dokumentarni je film o hrvatskoj nogometnoj reprezentaciji. Producirao ga je Dominik Galić, režirao poznati hrvatski redatelj Eduard Galić. Scenarij je napisao novinar Andrija Kačić-Karlin na osnovi knjige "Vatreni lakat" koju ju je Kačić-Kariln napisao po svjedočanstvima legendarnog hrvatskog reprezentativca Aljoše Asanovića.
Film govori o prvih deset godina hrvatske nogometne reprezentacije.
Film se prodavao uz Večernji list. Prodan je u 40.000 primjeraka, što je onda bio najveći broj primjeraka u kojem je prodan neki hrvatski film odnosno Naše vatrene godine bio je tad postao najprodavaniji hrvatski film u povijesti.